# Player versus environment
Player Versus Environment, ofte forkortet til PvE, er et udtryk inden for computerspil. Frit oversat fra engelsk betyder det "Spiller mod Spillet", og ses oftest brugt i online-rollespil, såkaldte MMORPGs.
Som navnet antyder, er dette et koncept, hvor man prøver sine færdigheder mod computergenererede fjender (PvE), frem for at kæmpe imod andre online spillere (PvP).
PvE bliver ofte betragtet som en underdel af spillet set i lyset af at (PvP) ofte har et ranking system, og for de fleste virker som grundlaget for spillet.

## See also
- Player versus player

| computerspil | Spire Denne computerspilsrelaterede artikel er en spire som bør udbygges. Du er velkommen til at hjælpe Wikipedia ved at udvide den. |